# Neuapostolische Kirche Nord- und Ostdeutschland
Die Neuapostolische Kirche Nord- und Ostdeutschland ist eine Gebietskirche der Neuapostolischen Kirche in Deutschland, welche die Bundesländer Schleswig-Holstein, Niedersachsen, Bremen, Hamburg, Mecklenburg-Vorpommern, Berlin, Brandenburg, Sachsen-Anhalt, Thüringen und Sachsen umfasst. Ihr Verwaltungssitz ist in Hamburg. Weitere Verwaltungen befinden sich in Berlin, Hannover und Taucha. Sie hat in den jeweiligen Bundesländern den Status einer Körperschaft des öffentlichen Rechts. Sie ist nach Mitgliedern die größte Gebietskirche in Deutschland.
Zum Bezirksapostelbereich Nord- und Ostdeutschland zählen zudem die neuapostolischen Christen und Gemeinden in Belarus, Dänemark, Estland, Finnland, Großbritannien, Grönland, Irland, Island, Kasachstan, Kirgisistan, Mongolei, Norwegen, Polen, Russland, Schweden, Tadschikistan, Turkmenistan und Usbekistan.

## Geschichte
Die Neuapostolische Kirche Nord- und Ostdeutschland entstand durch die Fusion der ehemaligen Gebietskirchen Mittel- und Norddeutschland. Aufgrund der altersbedingten Ruhesetzung von Bezirksapostel Wilfried Klingler (Neuapostolische Kirche Mitteldeutschland) im Rahmen eines Festgottesdienstes am 19. Juni 2016 in Hannover wurde die Gebietskirche Mitteldeutschland mit der Gebietskirche Norddeutschland zusammengelegt. Betreut wird diese seit dem von Bezirksapostel Rüdiger Krause aus Norddeutschland. Für den neuen Bereich wurden Kirchenmitglieder aufgerufen bis Ende August 2015 Vorschläge für einen neuen Namen dieser Gebietskirche einzureichen. Als neuer Name wurde „Neuapostolische Kirche Nord- und Ostdeutschland“ im Herbst 2015 von der zukünftigen Kirchenleitung vorgestellt. Dieser passe zur entstehenden Gebietskirche und wurde in den Umfrageergebnissen der Kirchenmitglieder vermehrt vorgeschlagen.
Mit Wirkung vom 1. Januar 2017 schlossen sich die sieben rechtlich selbständigen Gebietskirchen Bremen, Hamburg, Mecklenburg-Vorpommern, Niedersachsen, Sachsen-Anhalt, Sachsen/Thüringen und Schleswig-Holstein zur Neuapostolischen Kirche in Nord- und Ostdeutschland mit Sitz in Hamburg zusammen.
Mit rechtlicher Wirkung vom 1. Januar 2023 fusionierten die Neuapostolische Kirche Nord- und Ostdeutschland mit der bisherigen Gebietskirche Berlin-Brandenburg. Vorangegangen war die seelsorgerisch-administrative Fusion beider Gebietskirchen am 22. Mai 2022 durch Stammapostel Jean-Luc Schneider, der im Rahmen eines Festgottesdienstes den Bezirksapostel der Gebietskirche Berlin-Brandenburg Wolfgang Nadolny in den Ruhestand versetzte und die Gemeinden der bisherigen Gebietskirchen Berlin-Brandenburg unter die Leitung von Bezirksapostel Rüdiger Krause stellte. Für die bisherige Gebietskirche Berlin-Brandenburg ordinierte Stammapostel Schneider den bisherigen Bezirksältesten Thomas Krack als neuen Apostel, "damit die Betreuung der Geschwister nahtlos fortgeführt werden kann".

### Geschichte im ehemaligen Mitteldeutschland
Erste Gemeindegründungen nach der Trennung von den katholisch-apostolischen Gemeinden gab es in Mitteldeutschland 1864 in Schladen (Niedersachsen), 1865 in Ilsenburg (Sachsen-Anhalt) und 1888 in Ranis bei Pößneck (Sachsen/Thüringen).
Ein frühes Zentrum der neuapostolischen Bewegung lag seit 1864 im Gebiet des Harzes. Dort entstanden in den 1860er Jahren zahlreiche Gemeinden. Bekannte Mittelpunkte der Bewegung waren Schladen und Osterode am Fallstein. Die Gemeinde Schladen wurde 1864 von Hamburg aus gegründet. In Osterode am Fallstein fanden zahlreiche sogenannte Missionsfeste statt. Kurze Zeit später entwickelten sich Wolfenbüttel und Braunschweig zu Zentren der neuapostolischen Bewegung.
Die Gemeinden in Niedersachsen wurden zunächst mit denen in Sachsen-Anhalt zusammen betreut. Dies geschah durch die Gebietskirche Apostelbezirk Braunschweig. In den 1940er Jahren wurde die Gebietskirche in Apostelbezirk Hannover umbenannt (nach 1985 Apostelbezirk Niedersachsen). Durch den Eisernen Vorhang bedingt wurden nach 1945 die Gemeinden in Sachsen-Anhalt selbständig zur Gebietskirche Apostelbezirk Magdeburg (später Apostelbezirk Sachsen-Anhalt) erhoben. Seit 1997 werden beide Gebietskirchen wieder zusammen betreut.

### Geschichte im ehemaligen Norddeutschland
Die Gebietskirche Norddeutschland war nach ihrem Selbstverständnis die älteste in Deutschland. Hier entstand 1863 die erste Gemeinde der Allgemeinen christlichen apostolischen Mission.

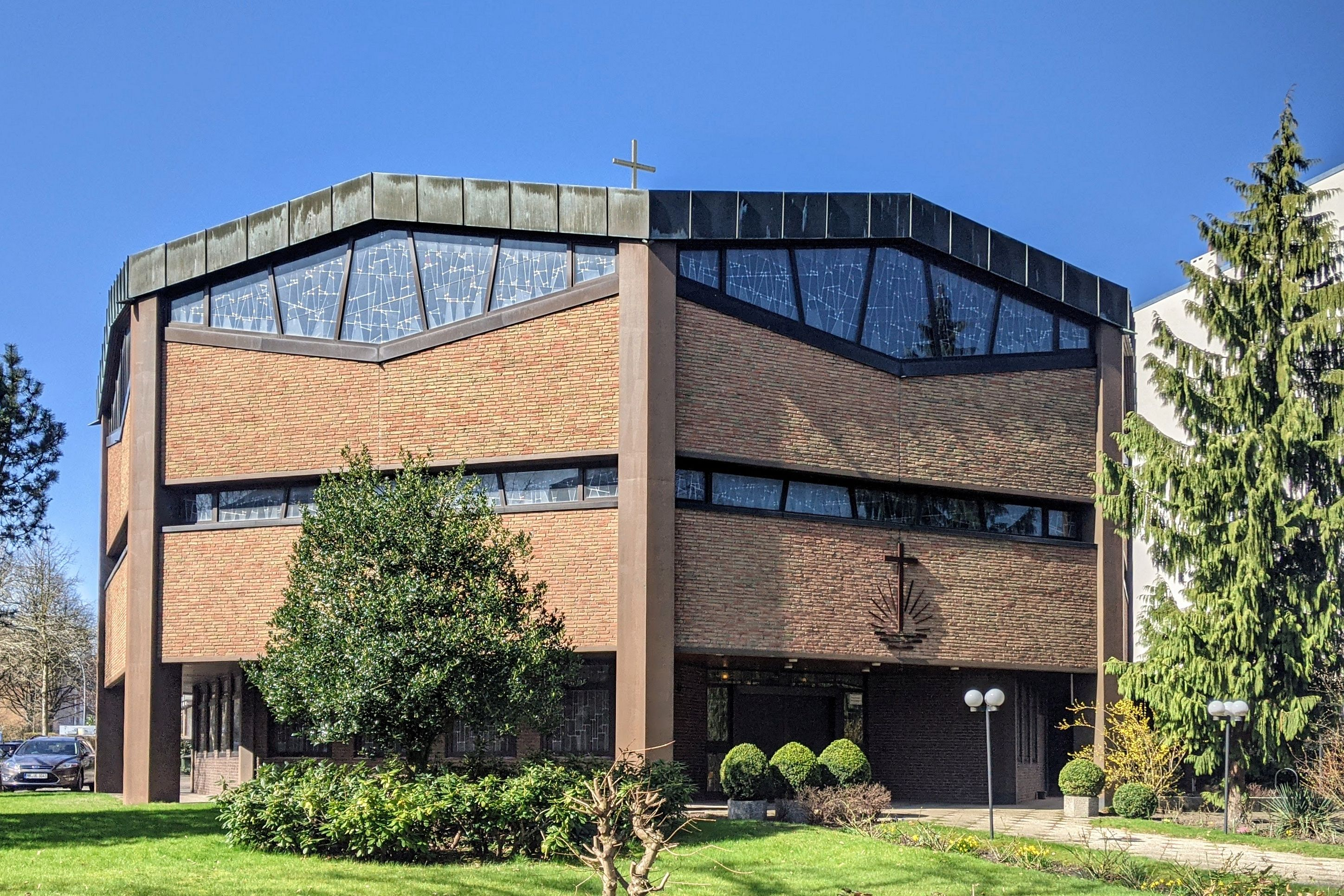
Neuapostolische Kirche in Hamburg-Borgfelde

Nach dem Tod des Apostels Preuß und der Spaltung 1878 bildete die verbliebene Restgemeinde den Grundstock zur Entwicklung der apostolischen, später neuapostolischen Gemeinden im Raum Norddeutschland. Diese Gemeinde bildete den Grundstock aller neuapostolischen Gemeinden. Heute besteht sie als neuapostolische Kirchengemeinde Hamburg-Borgfelde fort.
Von dieser Gemeinde aus wurde der Apostel Friedrich Wilhelm Schwarz nach Amsterdam entsandt. Es entwickelte sich schnell eine Filialgemeinde in Hamburg-Lurup. Auch im Harz entstanden Filialen (ab 1864 in Schladen), die zunächst von Hamburg aus betreut wurden.
1882 wurde, als zweite selbstständige Gemeinde dieser Gebietskirche, die Gemeinde Lüneburg erhoben. In rascher Folge entstanden im Gebiet der Lüneburger Heide mit Schwerpunkten in der Nordheide und um Soltau neuapostolische Gemeinden.
In den 1890er Jahren entstanden von Hamburg aus erste neuapostolische Gemeinden in Skandinavien.
Der Bezirk war lange Zeit unter dem Namen seines Sitzes als Apostelbezirk Hamburg bekannt.
Nach 1945 wurden aus ihrem Gebiet heraus die Gebietskirchen Mecklenburg-Vorpommern und Bremen gegründet. Diese wurden nach 1990 wieder mit der Gebietskirche Hamburg zur Gebietskirche Norddeutschland vereinigt.

## Leitung der Gebietskirche
- seit 2016: Bezirksapostel Rüdiger Krause

### Ehemaliges Mitteldeutschland

#### Gebietskirche Niedersachsen
- 1881–1897:  Bezirksapostel Friedrich Krebs
- 1897–1906:  Bezirksapostel Sebastian
- 1906–1936:  Bezirksapostel Otto Steinweg
- 1936–1968:  Bezirksapostel Hermann Knigge
- 1968–1993:  Bezirksapostel Arno Steinweg
- 1993–2016: Bezirksapostel Wilfried Klingler (seit 1997 zusammen mit Sachsen-Anhalt, 2002 mit Sachsen/Thüringen)

#### Gebietskirche Sachsen-Anhalt
- 1957–1972: Bezirksapostel Heinrich Oberländer
- 1972–1997: Bezirksapostel Siegfried Karnick

#### Gebietskirche Sachsen/Thüringen
- 1985–2002: Bezirksapostel Fritz Nehrkorn

### Ehemaliges Norddeutschland
- 12. April 1863 bis 25. Juli 1878: Apostel Louis Preuß
- 1878–1881: Apostel Menkhoff (Betreuung)
- 1881–1899: Apostel Fritz Krebs (Betreuung)
- 22. Mai 1899 bis 28. März 1903: Apostel Friedrich Wachmann
- 1903–1907: apostellos, kommissarische Leitung unter Bischof Popp
- 1. April 1907 bis 13. Mai 1922: Apostel Albert Güldenpfennig
- 25. Februar 1923 bis 4. Oktober 1926: Apostel Edmund Blöcker
- 4. Oktober 1926 bis 25. August 1946: Apostel Johannes Lembke
- 25. August 1946–1976: Apostel Karl Weinmann (Hamburg) / Bremen: Apostel Hermann Schumacher
- 1976 bis 10. Juli 1988: Bezirksapostel Günther Knobloch (Hamburg)
- … - 1992: betreut von Apostel Gijsbert Pos (Niederlande)
- 1992–2005: Bezirksapostel Wilhelm Leber
- 2005–2010: Bezirksapostel Karlheinz Schumacher
- 2010–2016: Bezirksapostel Rüdiger Krause

## Galerie

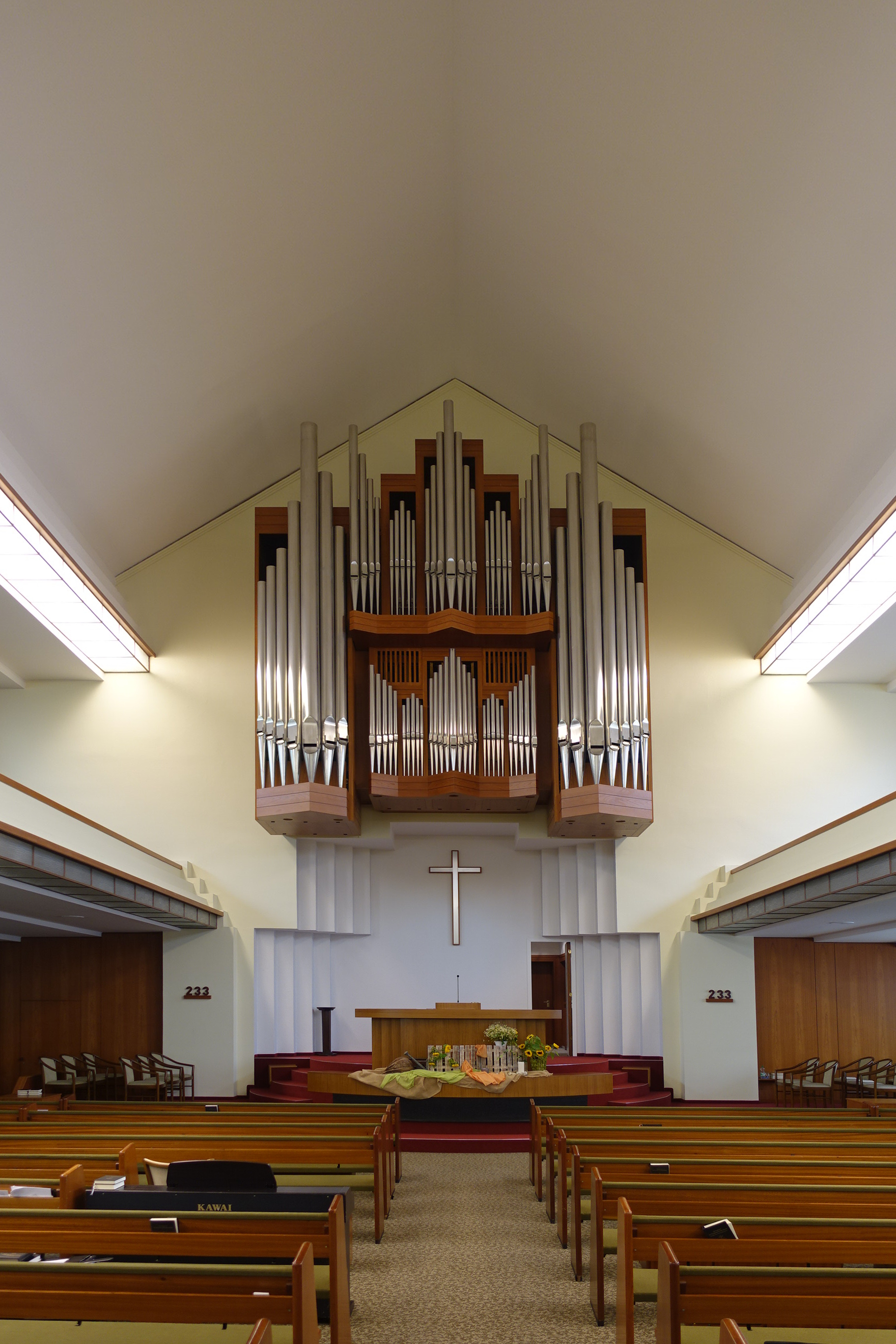
Neuapostolische Kirche Berlin-Charlottenburg, Kirchenbezirk Berlin-Brandenburg West
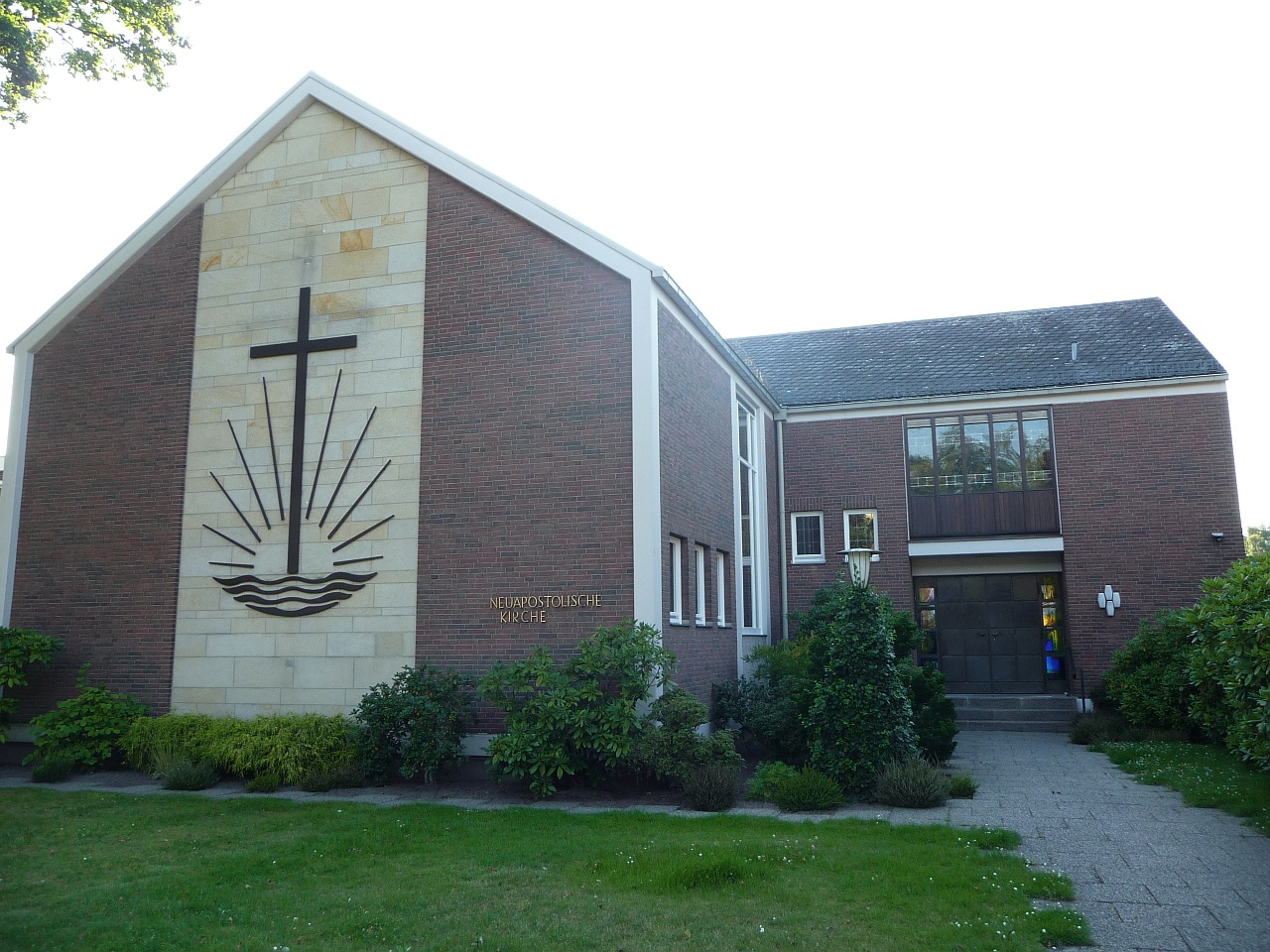
Neuapostolische Kirche Bremen-Huchting, Kirchenbezirk Bremen
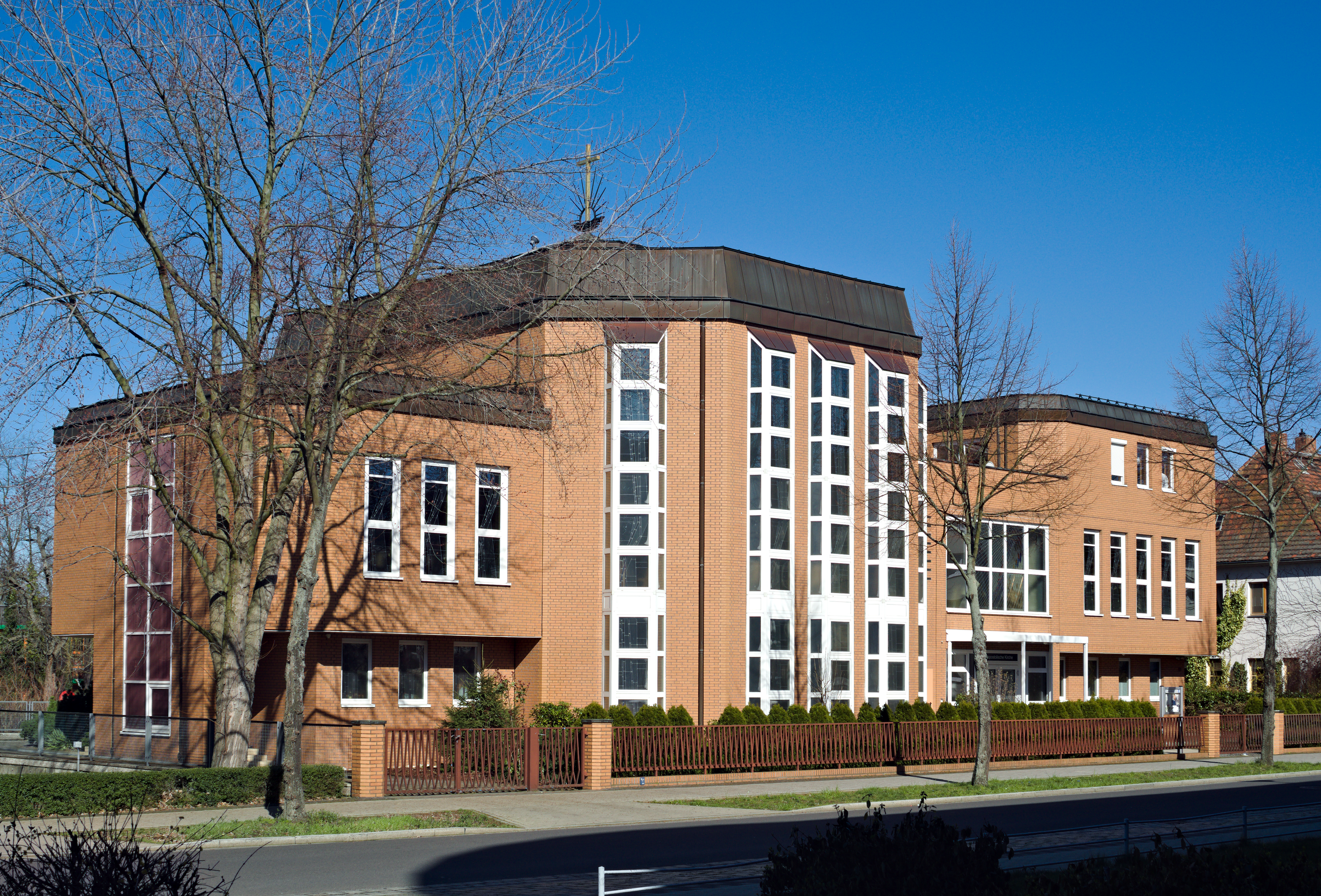
Neuapostolische Kirche Cottbus, Kirchenbezirk Berlin-Brandenburg Süd
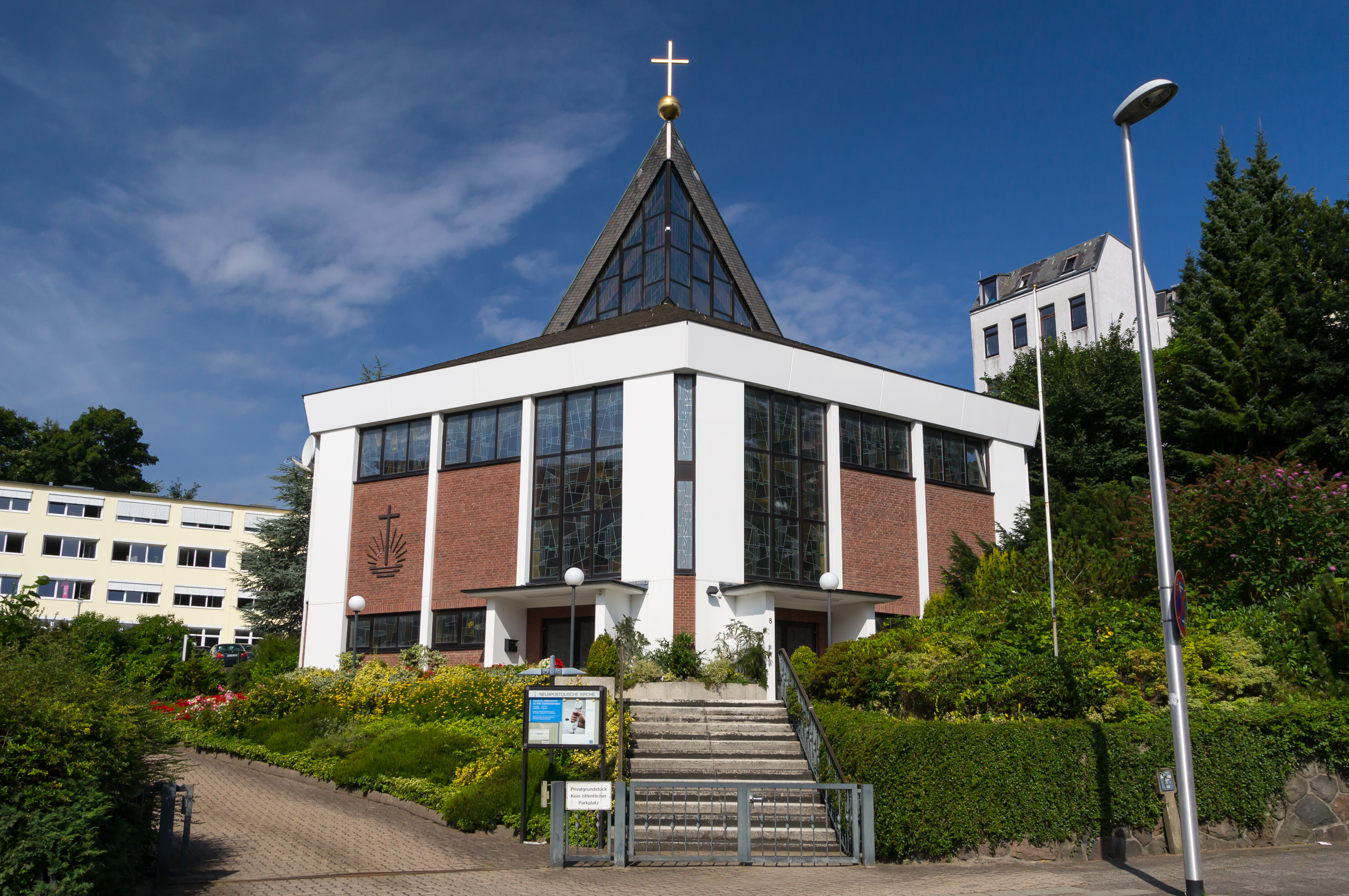
Neuapostolische Kirche Flensburg, Kirchenbezirk Flensburg
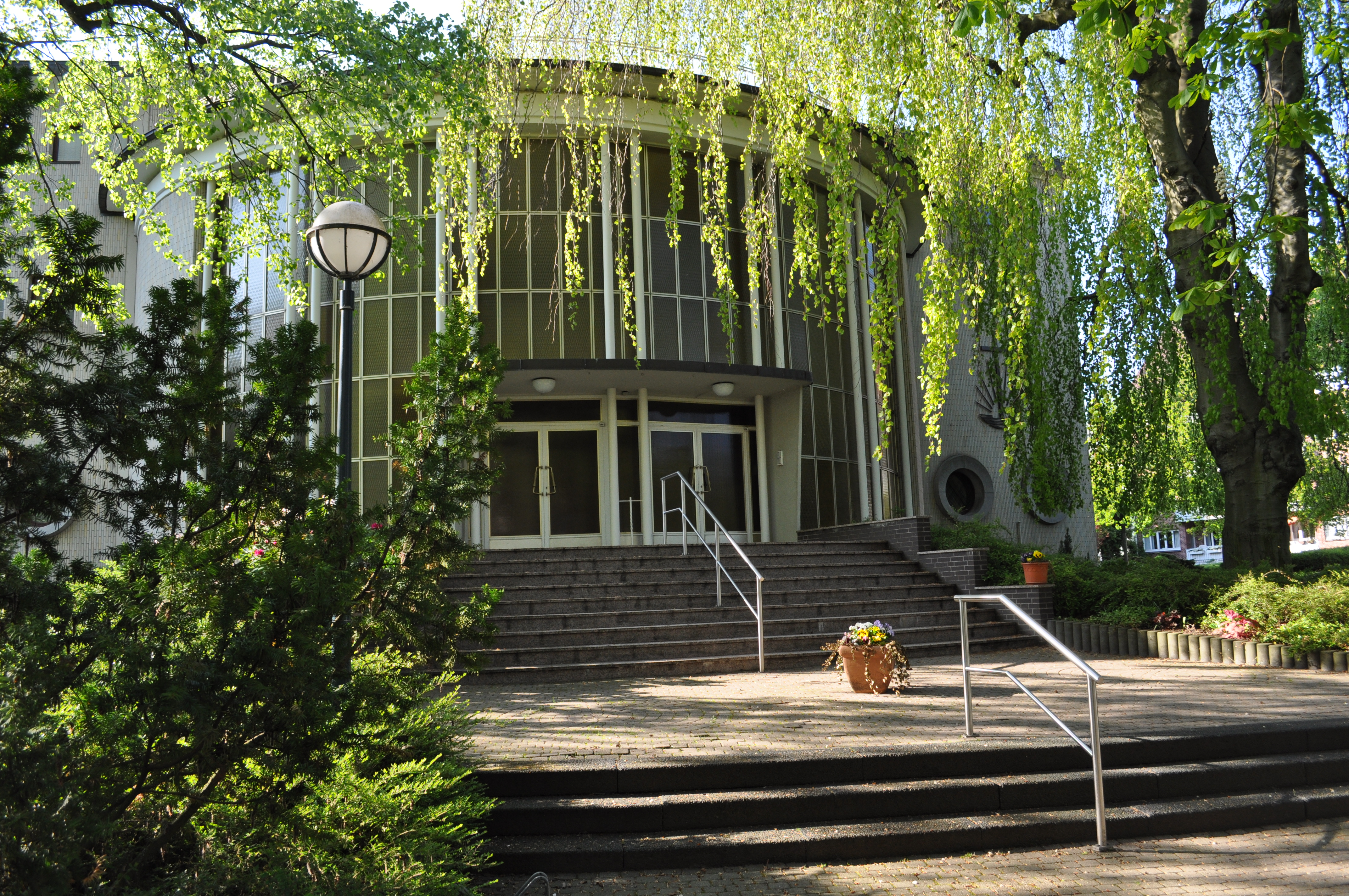
Neuapostolische Kirche Hamburg-Eppendorf, Kirchenbezirk Hamburg-Nord
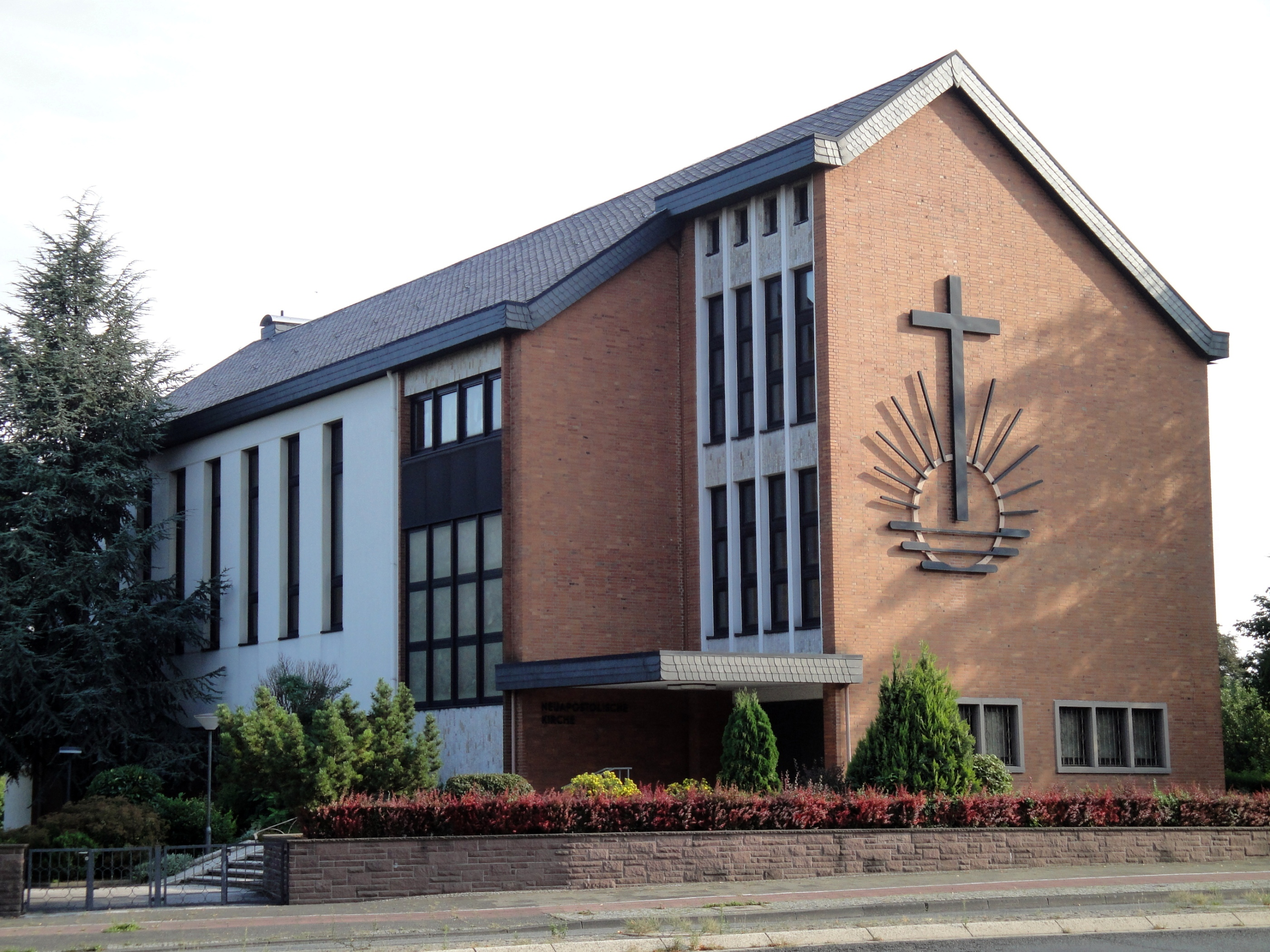
Neuapostolische Kirche Hildesheim, Kirchenbezirk Hildesheim
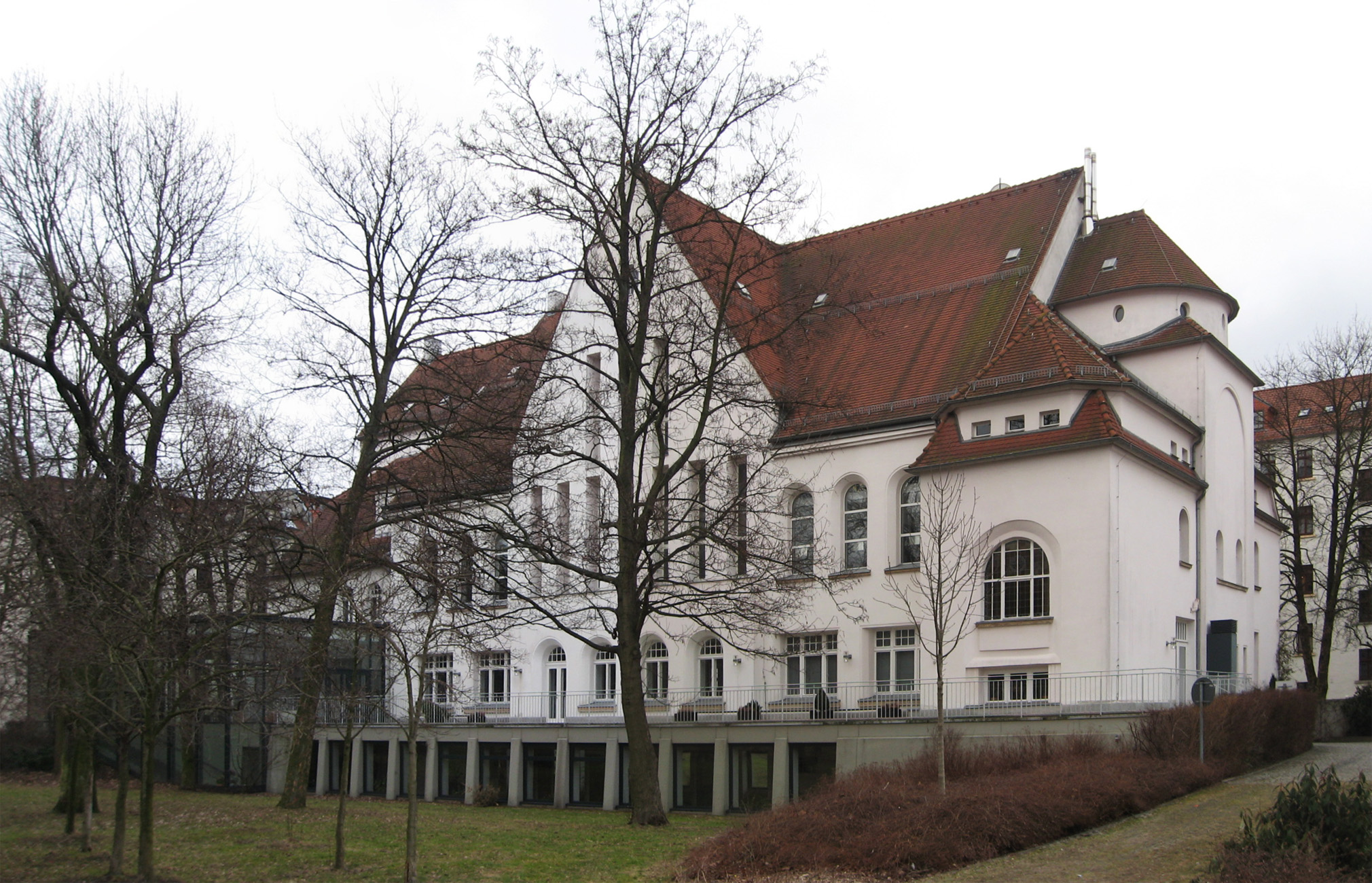
Neuapostolische Kirche Leipzig-Mitte, Kirchenbezirk Leipzig
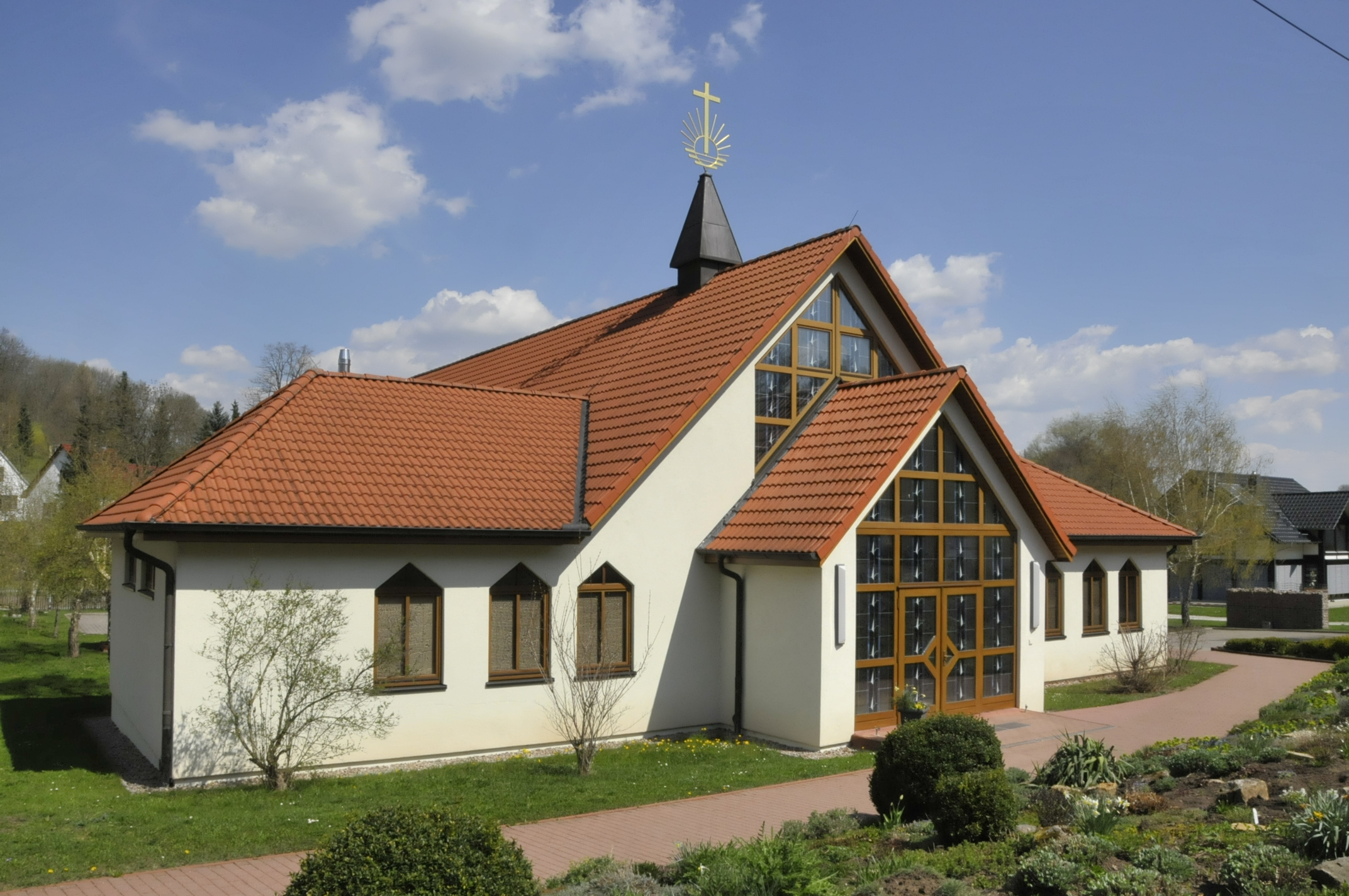
Neuapostolische-Kirche Oberwillingen, Kirchenbezirk Erfurt
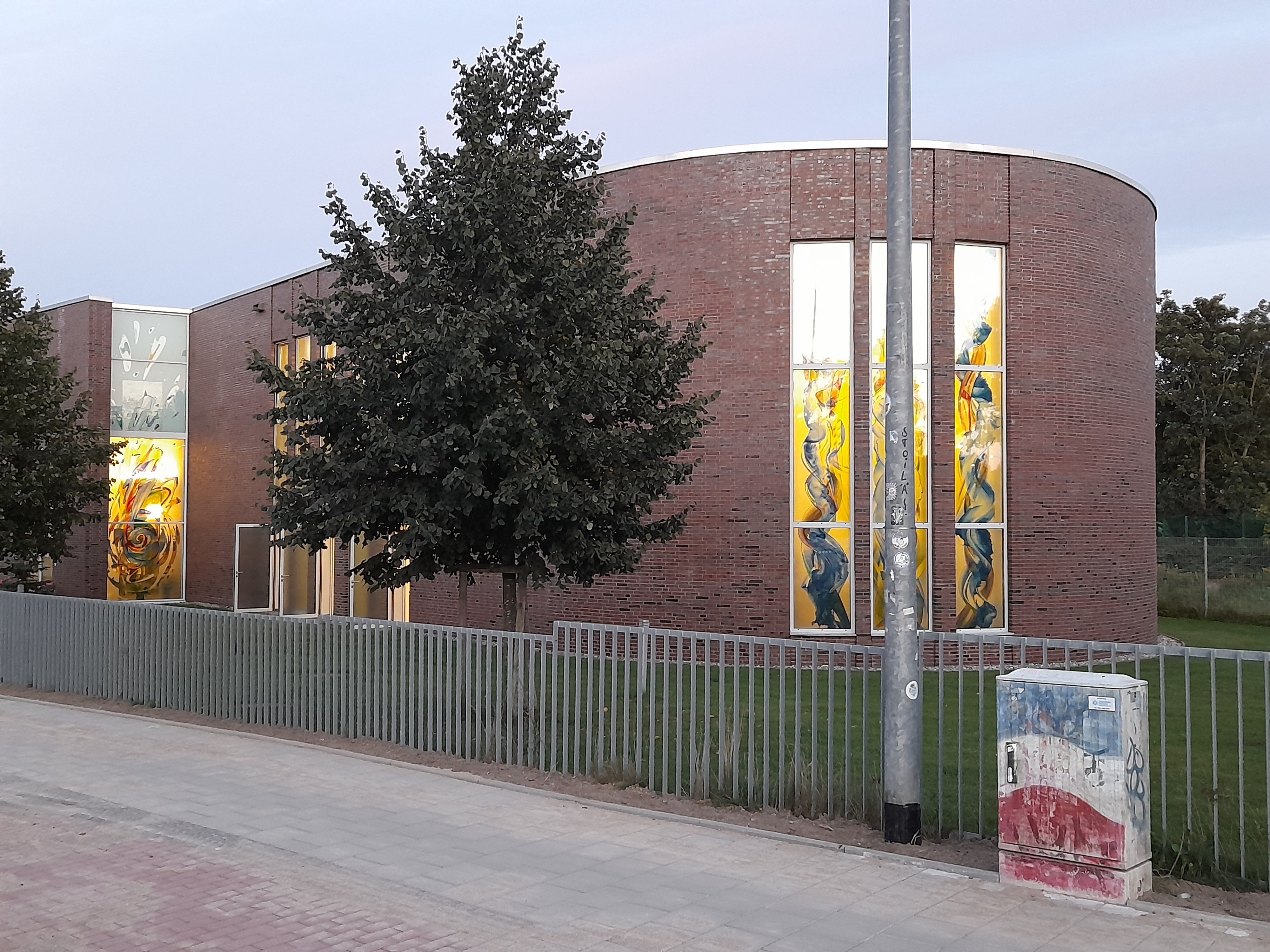
Neuapostolische Kirche Rostock, Kirchenbezirk Rostock
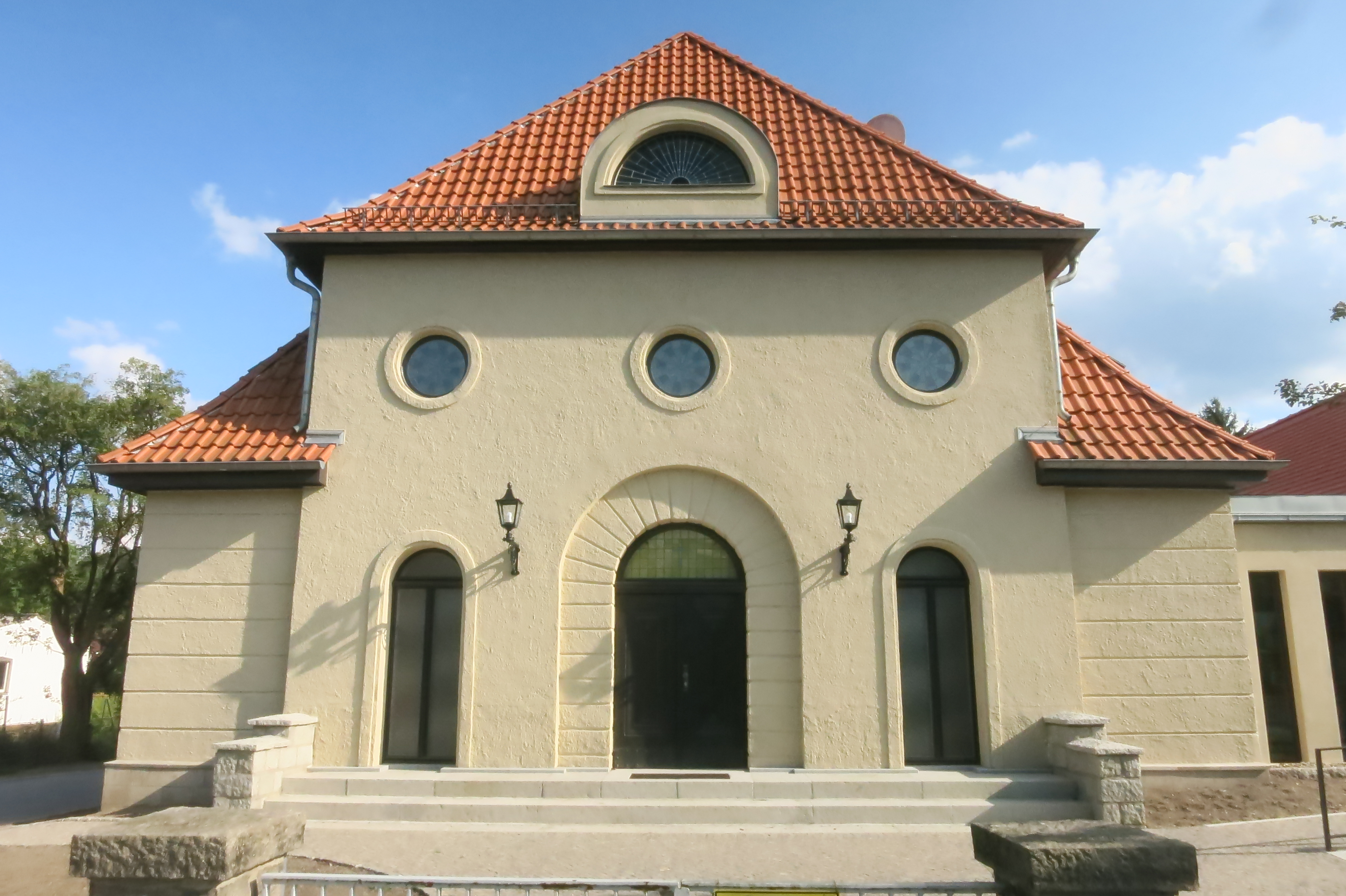
Neuapostolische Kirche Wernigerode, Kirchenbezirk Magdeburg